# Michael Psellos

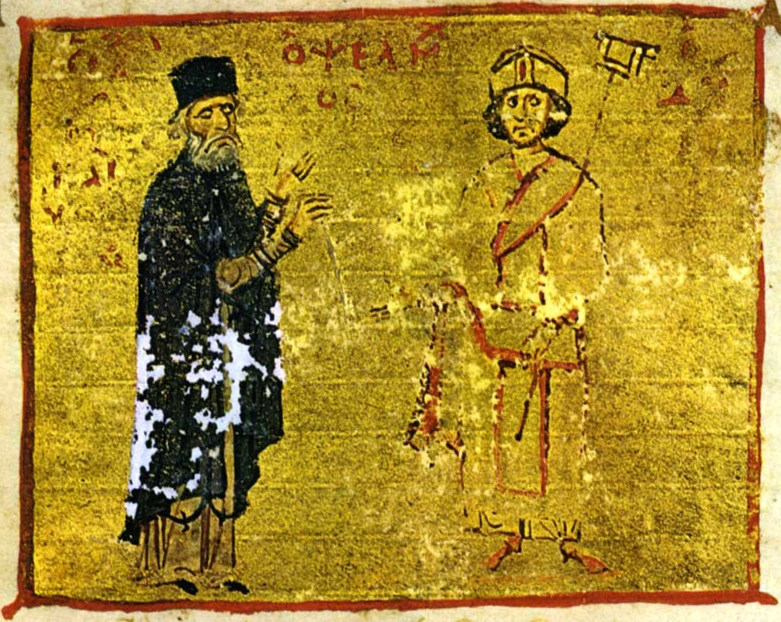
Michael Psellos und sein Schüler Michael VII. Dukas

Michael Psellos (mittelgriechisch Μιχαήλ Ψελλός; * 1017/18 als Konstantinos Psellos in Konstantinopel; † um 1078) war ein byzantinischer Universalgelehrter, Philosoph, Jurist, Hochschullehrer und Geschichtsschreiber am Kaiserhof. Er trug den Ehrentitel Hypatos ton philosophon („Philosophenkonsul“). Um ihn vom byzantinischen Kaiser Michael II. Psellos zu unterscheiden, wird er auch als Michael Psellos der Jüngere bezeichnet.

## Leben
Der Taufname des Gelehrten war Konstantinos; als Mönch nahm er den Namen Michael an. Sein Beiname Psellos wird von ψελλίζειν psellizein „lispeln“ abgeleitet, die etymologische Verwandtschaft ist jedoch nicht gesichert.
Psellos entstammte einer gutbürgerlichen Familie, die väterlicherseits einige Patrizier und Konsuln gestellt hatte, aber nicht besonders gut betucht war. Seine Mutter Theodota, auf die Psellos eine Eulogie schrieb, war klug und tugendhaft und kümmerte sich sehr um seine Erziehung. Bereits im Alter von neun Jahren las und deutete er Homer. Psellos soll seinem Vater ähnlich gewesen sein, gutaussehend und „schlank wie eine Zypresse“. Er wurde in Konstantinopel erzogen und erwarb sich eine umfangreiche Allgemeinbildung (enkyklios paideia). Nachdem Geld gebraucht wurde, um seine Schwestern mit einer Mitgift zu versehen, konnte die Familie seine Ausbildung nicht länger bezahlen, und Psellos nahm eine Stelle als Schreiber eines Richters in Philadelphia an. Nach dem plötzlichen Tod seiner Schwestern kehrte er nach Konstantinopel zurück. Sein Lehrer war Johannes Mauropous, der später Erzbischof von Euchaita wurde. Durch Vermittlung seines Studienkollegen Konstantinos Lichoudis, eines Ministers des Kaisers Michael V., kam er als Sekretär an den kaiserlichen Hof, wo er rasch Karriere machte, 1041 Schreiber am kaiserlichen Gericht in Konstantinopel, 1043 Privatsekretär von Kaiser Konstantin IX., wurde er später Richter. Unter Konstantin IX. Monomachos war er eine der einflussreichsten Persönlichkeiten des Reiches. Unter anderem war er Staatssekretär, Großkämmerer und geheimer Rat. Er spielte eine Rolle als Königsmacher (und -Vernichter) bei der Thronbesteigung der byzantinischen Kaiser Konstantin X. Dukas, Romanos IV. Diogenes und seines Schülers Michael VII. Parapinakes.
Unter Konstantin IX. zog er sich mit seinem Freund Johannes Xiphilinos vom Hof zurück und trat in das berühmte Kloster auf dem Mons Olympus in Bithynien ein (Chronographia CXCI–CCIII), hatte aber keine wahre Berufung für das geistliche Leben. Die Nachfolgerin von Konstantin, Kaiserin Theodora III. (1055–1056) rief ihn zurück an den Hof, wo er unter ihr und den folgenden Kaisern wichtige Staatsämter wahrnahm. Er war als Berater von Kaiser Isaak I. Komnenos tätig, den er 1059 zum Rücktritt bewog. Er blieb auch in der Folgezeit am Hof, war gar als Erzieher tätig und wohl maßgeblich am Sturz von Kaiser Romanos IV. beteiligt. Obwohl er der Dukas-Dynastie die Treue gehalten hatte, wurde er von Michael VII. zugunsten des Eunuchen Nikephoritzes ins Abseits geschoben. Nachdem sein Schulfreund Konstantinos Lichoudis 1059 Patriarch geworden war, ließ er Psellos wegen Vernachlässigung seines geistlichen Gelübdes in dem Kloster von Narsou am westlichen Rand der Stadt festhalten. Es wird sogar vermutet, dass Psellos die Chronographia schrieb, um sich Lichudes wieder geneigt zu machen. Nach der Abdankung von Michael VII. im Januar 1078 ist nichts mehr über sein Schicksal überliefert. Unter Nikephoros III. Botaniatos verschied er vereinsamt und in Ungnade, seine Tochter Styliane, sein Lehrer Niketas und die meisten seiner Freunde, wie Konstantinos Lichudis, Konstantinos Dukas und Johannes Xiphilin waren bereits vor ihm verstorben.

## Geistiges Leben
Als Privatlehrer wurde Psellos von seinen Schülern hochgeschätzt und galt als Intellektueller. Ihm wurden außergewöhnlich gute Kenntnisse der antiken Autoren bescheinigt.
Er wurde Professor für Rhetorik an der Universität von Konstantinopel und Professor für Philosophie an der wiederhergestellten Akademie. Bei der Reorganisation der Universität von Konstantinopel 1045 spielte er eine wichtige Rolle.
Michael Psellos war hochgebildet und hinterließ ein umfangreiches Corpus von Werken. Er gilt auch heute noch als einer der bedeutendsten byzantinischen Historiker.

## Einflüsse
Psellos war ein großer Bewunderer der klassischen Antike und Anhänger des Neuplatonismus. Er hatte Kenntnisse der Poesie, der Rhetorik, der Geschichte und Geographie, von Recht, Philosophie und Theologie, der Mathematik, Medizin und der Naturgeschichte. In jedem Wissenszweig seiner Zeit erwarb er sich einen Namen. Unter seinen literarischen Vorbildern waren Demosthenes, Isokrates, Aristoteles, Thukydides, Platon, Plutarch, Lysias und Gregor von Nazianz.

## Werke

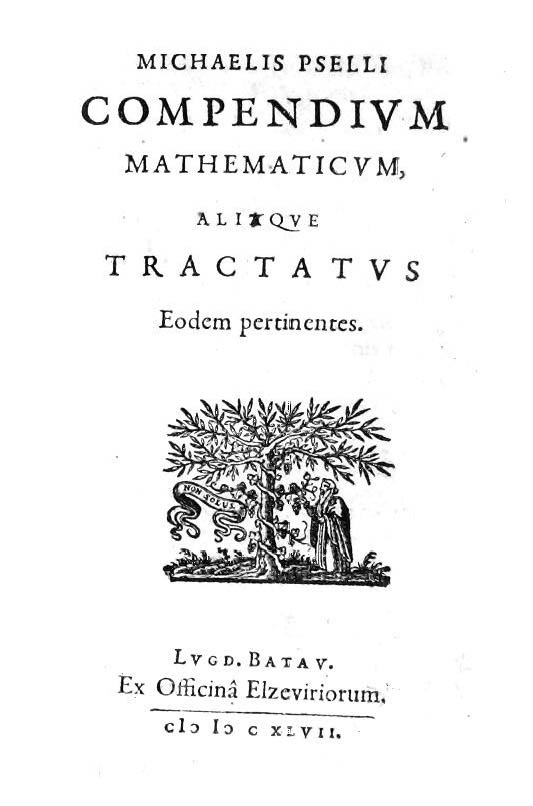
Compendium mathematicum, 1647

Nicht bei allen Werken ist die Autorenschaft von Psellos gesichert. Autoren wie Allatius gehen von drei bis vier Autoren aus, deren Werke unter diesem Namen bekannt sind. Andere unterscheiden einen Psellos den Älteren, der zu Beginn des 9. Jahrhunderts tätig war, und einen Psellos den Jüngeren im 11. Jahrhundert.
Er schrieb in der Koine, der byzantinischen Schriftsprache seiner Zeit. Sie war die Sprache der Gelehrten und ahmte in vielem die Grammatik und das Vokabular des klassischen Griechisch nach. Seine Sprache ist lebhaft und künstlerisch, aber oft unklar und manchmal kaum zu deuten. Er gilt als schwer zu übersetzen.

### Chronographia
Die Chronographia, sein Hauptwerk, behandelte die byzantinische Geschichte von der Thronbesteigung von Basileios II. 976 bis zu der von Nikephoros III. Botaniates 1077. Sie setzt damit das Geschichtswerk des Leon Diakonos fort und ist vor allem als Kaisergeschichte verfasst. Psellos Augenmerk gilt in besonderem Maße dem Hof und den dortigen Intrigen. Die Chronographia ist teils äußerst subjektiv verfasst, dennoch höchst lebendig geschrieben. Der erste Teil, von Basileios II. bis zur Regierung von Isaak Komnenos, wurde vermutlich zwischen 1059 und 1053 verfasst, vielleicht auf Anregung seines Freundes Konstantinos Lichudis. Für das byzantinische Mittelalter galt sein Geschichtswerk Chronographia als ein Musterbeispiel für lebendige Literatur, die voller zynischer und humorvoller Stellen ist.
Das Werk wurde in einer einzigen Handschrift überliefert (Paris, Bibliothèque nationale de France, Grec 1712.), einer schönen Abschrift in Minuskeln auf Pergament des 12. Jahrhunderts. Einige Worte sind sehr verderbt. Die erste moderne Ausgabe des Werkes erfolgte 1874 durch C.-N. Sathas (Bibliotheca Graeca medii aevi IV, 3–299) ohne jeden kritischen Apparat, eine zweite Ausgabe durch J.-B. Bury erschien 1899 in London. Dieses Werk wurde unter dem Titel Chronographie ou Histoire d'un Siècle de Byzance (976–1077) von Émile Renauld ins Französische übersetzt (2 Bände, Paris 1926–28, Collection byzantine. Parallelausgabe in Französisch und Griechisch). Die englische Übersetzung von E. R. A. Sewter (London 1953) ist auch online zugänglich (siehe Weblinks).

### Weitere Werke

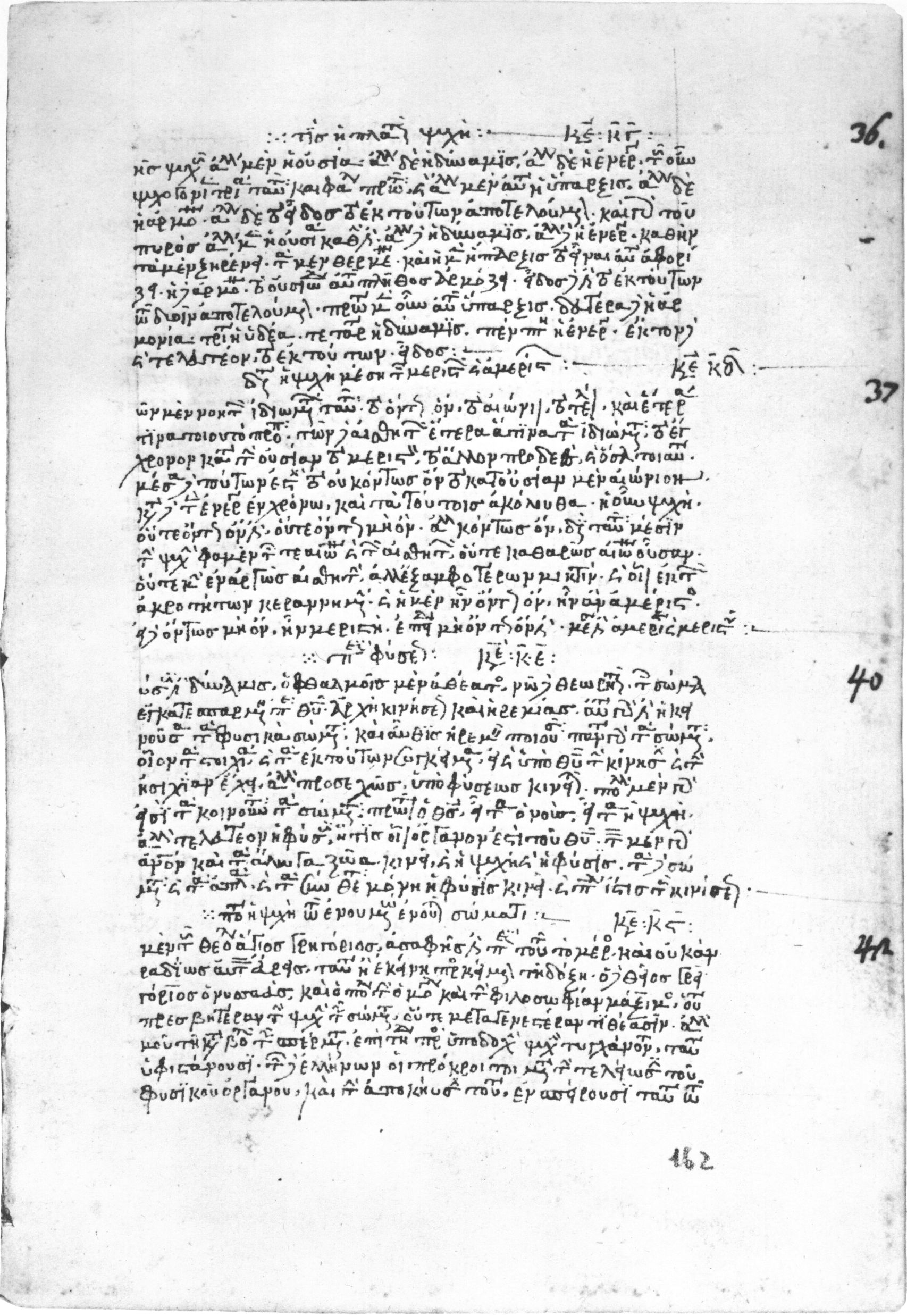
Michael Psellos, De omnifaria doctrina in der 1347 geschriebenen Handschrift Florenz, Biblioteca Medicea Laurenziana, Plut. 86,15, fol. 162r

Psellos' weitere Werke umfassen ein weites Themenfeld: Neben mehreren hundert erhaltenen Briefen beschäftigte er sich mit Philosophie, (vornehmlich theoretischer) Medizin (er publizierte, etwa mit einer auch arabische Einflüsse zeigenden medizinischen Enzyklopädie, zu allen Themen der Heilkunde), Theologie und anderen Bereichen, in Werken, die teils für den Unterricht abgefasst wurden.
- De omnifaria doctrina
- De operatione daemonum (Herausgegeben von Boissonade, Nürnberg 1838)
- Sieben Eulogien, unter anderem auf seine Mutter Theodata, seine Tochter Styliane, seinen Lehrer Niketias, seinen Freund Johannes Xiphilinos und den Metropoliten von Ephesus, Nikephoros.
- Panegyrische Gedichte auf Konstantinos Monomachos und Johannes von Euchaita
- Gedicht über die Grammatik (Boissonade, Anecdota Graeca III, Paris 1831, 300-228).
- Ponema iatrikon, metrische Paraphrase auf das medizinische Handbuch des Paulos von Aigina[7]
- ca. 500 Briefe

## Rezeption und Würdigung
Karl Krumbacher beklagt Psellos’ servilen Charakter und die Skrupellosigkeit in der Wahl seiner Mittel. Alfred Rambaud lobt seinen Patriotismus, bemängelt aber seine mangelnde politische Standfestigkeit. Sein englischer Herausgeber Edgar Robert Ashton Sewter hält ihn für eitel, intrigant und unehrlich, aber patriotisch, warmherzig loyal, mutig und gläubig. John Julius Norwich nennt ihn „unsympathisch, aber trotz allem faszinierend“.

„Es fällt in diese Zeit ein neues Aufsprießen des byzantinischen Geisteslebens … Ohne Zweifel war der hauptstädtische Beamtenadel, der damals den Ton angab, die gebildetste Schicht des Reiches. Den Thron umgaben Männer von wahrer und hoher Bildung, wie … der berühmte Philosoph Michael Psellos … die markanteste Gestalt dieser Zeit. … Als Redner und Schriftsteller kannte er nicht seinesgleichen. In der für die Redekunst besonders empfindsamen byzantinischen Welt war aber seine rhetorische Gabe ein Waffe von schlechthin unwiderstehlicher Kraft. Psellos hat als Politiker von dieser Waffe reichen Gebrauch gemacht und sie oft in einer Weise mißbraucht, für die jedes Urteil zu milde erscheint. Aber auch kein Urteil ist zu hoch, um die geistige Kraft dieses Mannes zu kennzeichnen. Sein Wissen erstreckte sich auf alle Gebiete und war den Zeitgenossen schlechthin ein Wunder. Er war erfüllt von einer glühenden Liebe für die antike Weisheit und Dichtung. … Das Studium der Neuplatoniker genügte ihm nicht, er fand den Weg zur Quelle, hat Platon kennengelernt und kennen gelehrt.. Er war der größte byzantinische Philosoph und zugleich der erste große Humanist.“

## Ausgaben
- Willem J. Aerts (Hrsg.): Michaelis Pselli Historia Syntomos (= Corpus Fontium Historiae Byzantinae, Series Berolinensis. Band 30). De Gruyter, Berlin/New York 1990 (eingeschränkte Vorschau in der Google-Buchsuche)
- Diether Roderich Reinsch (Hrsg.): Michaelis Pselli chronographia (= Millennium-Studien. Band 51). De Gruyter, Berlin 2014, ISBN 978-3-11-034548-3.
- Diether Roderich Reinsch (Hrsg.): Michael Psellos: Leben der byzantinischen Kaiser (976–1075). Chronographia. De Gruyter, Berlin/München/Boston 2015, ISBN 978-3-11-030085-7 (Ausgabe ohne kritischen Apparat mit deutscher Übersetzung).
- Stratis Papaioannou (Hrsg.): Michael Psellus: Epistulae (= Bibliotheca Teubneriana. Band 2030). 2 Bände, De Gruyter, Berlin/Boston 2019, ISBN 978-3-11-062201-0.

### Übersichtsdarstellungen
- Katerina Ierodiakonou: Michael Psellos. In: Laurent Cesalli, Gerald Hartung (Hrsg.): Grundriss der Geschichte der Philosophie. Die Philosophie des Mittelalters. Band 1: Byzanz, Judentum. Schwabe, Basel 2019, ISBN 978-3-7965-2623-7, S. 59–63, 257 f.
- Katerina Ierodiakonou: Psellos (Michel). In: Richard Goulet (Hrsg.): Dictionnaire des philosophes antiques, Band 5, Teil 2 (= V b), CNRS Éditions, Paris 2012, ISBN 978-2-271-07399-0, S. 1712–1717
- Herbert Hunger: Die hochsprachliche profane Literatur der Byzantiner (= Handbuch der Altertumswissenschaft. Abteilung 12: Byzantinisches Handbuch. Teil 5). Band 1: Philosophie, Rhetorik, Epistolographie, Geschichtsschreibung, Geographie. Beck, München 1978, ISBN 3-406-01427-5, S. 372–382 u. a.
- Viktor Tiftixoglu: Psellos, Michael. In: Lexikon des Mittelalters. Band 7. LexMA, München 1995, ISBN 3-7608-8907-7, Sp. 304 f.

### Untersuchungen
- Charles Barber, David Jenkins (Hrsg.): Reading Michael Psellos (= The Medieval Mediterranean 61). Brill, Leiden u. a. 2006, ISBN 90-04-15180-X.
- Emilio Cabrera Muñoz: Historia de Bizancio. Ariel, Barcelona, 1998. ISBN 84-344-6599-X
- Daniel Cerqueiro: Michael Psellos, La Escuela de Atenas y el Sentido de Conócete a ti mismo. P.Ven., Buenos Aires 2001. ISBN 978-987-9239-21-6.
- Efthymia Pietsch: Die „Chronographia“ des Michael Psellos. Kaisergeschichte, Autobiographie und Apologie (= Serta Graeca 20). Reichert, Wiesbaden 2005, ISBN 3-89500-405-7 (zugleich Dissertation, Universität Freiburg im Breisgau).
- Warren Treadgold: The Middle Byzantine Historians. Palgrave Macmillan, Basingstoke 2013, S. 271 ff.
- Denis Walter: Michael Psellos – Christliche Philosophie in Byzanz. Mittelalterliche Philosophie im Verhältnis zu Antike und Spätantike. De Gruyter, Berlin/Boston 2017, ISBN 978-3-11-052597-7

### Bibliographie
- Paul Moore: Iter Psellianum. A detailed Listing of Manuscript Sources for all Works attributed to Michael Psellos, including a comprehensive Bibliography (= Subsidia Mediaevalia 26). Pontifical Institute of Mediaeval Studies, Toronto 2005, ISBN 0-88844-375-7.